# Phostria truncatalis
Phostria truncatalis là một loài bướm đêm trong họ Crambidae.